# Dinner with Gershwin
«Dinner with Gershwin» (español: «Cena con Gershwin») es una canción escrita por Brenda Russell. Fue grabada por primera vez por Donna Summer en 1987, y lanzado como primer sencillo de su álbum All Systems Go.
Producido por Richard Perry y Brenda Russell, "Dinner with Gershwin" significó el retorno de Summer al Top 10 en la lista R&B de Billboard, y fue Top 40 en otras dos listas (dance y adult contemporary).
También fue bien recibido en Europa, alcanzó el #13 en el Reino Unido y en Irlanda, mientras que en Canadá y Países Bajos fue Top 40.
La canción fue editada a partir de la versión del álbum original para su lanzamiento como sencillo, y en la edición de 12" incluye la exclusiva canción no perteneciente al álbum titulada "Tearin' Down the Walls" (escrita por Siedah Garrett y Tony Maiden).
Russell grabó más tarde su propia versión de la canción en su álbum de 1990 Kiss Me with the Wind.

## Sencillos
- US 7" sencillo (1987) Geffen 7-28418[1]

1. «Dinner with Gershwin» - 4:12
2. «Dinner with Gershwin» (instrumental) - 4:52

- US 12" sencillo (1987) Geffen 0-20635[2]

1. «Dinner with Gershwin» (versión extendida) - 7:43
2. «Dinner with Gershwin» (instrumental) - 4:52

- US 12" promo (1987) Geffen PRO-A-2802[3]

1. «Dinner with Gershwin» (versión extendida) - 7:43
2. «Dinner with Gershwin» (versión extendida) - 7:43

- EU 7" sencillo (1987) Warner Bros. 258237-7[4]

1. «Dinner with Gershwin» - 4:12
2. «Dinner with Gershwin» (instrumental) - 4:52

- EU 12" sencillo (1987) Warner Bros. 258 236-0[5]

1. «Dinner with Gershwin» (versión extendida) - 7:43
2. «Dinner with Gershwin» (instrumental) - 4:52

- UK 12" promo (1987) Warner Bros. SAM 394[6]

1. «Dinner with Gershwin» (versión extendida) - 7:43
2. «Dinner with Gershwin» (versión LP) - 4:35
3. «Tearin' Down the Walls» - 3:59

## Personal
- Brenda Russell - sintetizador adicional, coros
- Steve Lindsey - sintetizador, órgano, piano, programación de batería
- Donald Griffin - guitarra
- Howie Rice - clavicordio
- Stanley Clarke - concepto (clavicordio)
- Larry Klein - bajo fretless, sintetizador adicional
- Gary Herbig - clarinete
- Collyer Spreen - percusión
- Terral (Terry) Santiel - percusión adicional
- Bunny Hull, Joe Turano, Maxie Anderson - coros

## Producción
- Producido por Richard Perry y Brenda Russell (productora asociada)
- Ingeniero: Glen Holguin
- Ingeniero adicional: Steve Peck
- Ingeniero secundario: Ken Felton, Kraig Miller y Scott Maddox

## Posicionamiento
| Lista/País (1980)                 | Posición más alta |
| --------------------------------- | ----------------- |
| RPM Canadá                        | 39                |
| Irlanda                           | 13                |
| Dutch GfK Chart                   | 43                |
| Dutch Top 40                      | 34                |
| UK Singles Chart                  | 13                |
| Billboard Hot 100                 | 48                |
| Billboard Hot Dance Club Play     | 13                |
| Billboard Hot Dance Singles Sales | 16                |
| Billboard Hot Black Singles       | 10                |
| Billboard Adult Contemporary      | 38                |